# Стружани
Стружани (на македонска литературна норма: стружани; на албански: struganë, единствено число strugan) са жителите на град Струга, Северна Македония. Това е списък на най-известните от тях.

## Родени в Струга
А – Б – В – Г – Д –
Е – Ж – З – И – Й —
К – Л – М – Н – О —
П – Р – С – Т – У —
Ф – Х – Ц – Ч – Ш —
Щ – Ю – Я

### А
- Адил Газафер (1947 – ), офицер, генерал-лейтенант от Северна Македония
- Александрос Папайоаким, гръцки андартски капитан[1]
- Александър Калайджиев, български лекар[2]
- Александър Чакъров (1869 – 1909), български просветен и революционен деец
- попадия Ана Попгеоргица, българска революционерка, деятелка на ВМОРО, приютявала войводата Тасе Христов[3]
- Анастас Димитров, български опълченец, изселен в Копривщица, на 12 май 1877 година подава молба за постъпване в Българското опълчение и на 21 май 1877 година е зачислен в IV рота на I дружина, уволнен е на 1 юни 1878 година[4]
- Анастас Дудулов (1892 – 1971), български скулптор
- Анастас Калайджиев (1837 – ?), български учител и общественик
- Анастас Миладинов (? – 1891), български обществник
- Анастасия Узунова (1862 – 1948), българска революционерка
- Анд. Миладинов, български лекар[2]
- Андротик Матов, български революционер, взел участие в Илинденското въстание в 1903 г.[3]
- Антиноген Хаджов (1874 – 1912), български просветен и революционен деец
- Аристотел Дудулов (? – 1926), секретар на Струмишката българска митрополия[5][6]
- Артим Шакири (1973 – ), македонски футболист-национал, играл в ПФК ЦСКА

### Б
- Борис Несторов, български военен, починал в София[7]
- Борис Атанасов Чакъров, кмет на Ресен от 10 февруари 1944 година до 9 септември 1944 година[8]
- Боянка Миладинова (1873 – 1874, София), българска учителка

### В
- Вангел Коджоман (1904 – 1994), художник от Северна Македония
- Вангел Матеев Хаджов, български общественик, участник в българската църковна борба[9]
- Вангел Панделев, български революционер от ВМОРО, четник на Деян Димитров[10]
- Вангел Тильов, български военен, починал в София[7]
- Ванча Мушмова (1910 – 1984), българска музиколожка[11]
- Ванчо Стружанчето (? - 1907), четник от ВМОРО, убит в сражение с турците при Топ. корито, Прилепско[12]
- Васил Хаджов, български просветен деец[2]
- Васила Матова, българска революционерка
- Велика Панова, родена Наумова Хаджова, българска учителка[2]
- Веселин Вукович (р. 1958), югославски хандбалист, олимпийски медалист
- Владо Малески (1919 – 1984), автор на официалния химн на Северна Македония

### Г
- Геле Митрев, български революционер от ВМОРО, четник на Цветко Христов[13]
- поп Георги, български общественик, участник в българската църковна борба[14]
- Георги Икономов (около 1836 – 1914), български просветен деец
- Георги Миладинов, български просветен деец[2]
- Георги Кочов, български революционер, четник на Стефан Алабаков в 1915 година[15]
- Георги Чакъров (1829 - 1892), български възрожденец, депутат в Османския парламент
- Георги Чакъров (1871 - 1947), български революционер от ВМОРО
- Григор Пляков, български общественик, подарил къщата си за българско девическо училище[14]

### Д
- Данка Игнатова, по баща Наумова Хаджова, българска просветна деятелка и белетристка[2]
- Деспина Каваева, българска народна певица и събирачка на песни
- Диме Хаджиев, български учител в родния си град след 1862 година[16]
- Димитрие Дурацовски (р. 1952), северномакедонски писател
- Димитър Дудулов (1894 – 1980), български астроном, преподавател във Физико–математическия факултет на Софийския университет
- Димитър Енчев, български революционер
- Димитър Илиев, доброволец в четата на Георги Бабаджанов през Сръбско-българската война в 1885 година[17]
- Димитър Миладинов (1810 – 1862), български възрожденец, книжовник, фолклорист
- Димитър Несторов (1890 – 1968), югославски политик
- Димитър Попов (1890 – 1979), български просветен деец
- Дионисий Попянчев (1850 – 1944), български духовник
- Джемаил Таири (1921 – 1990), югославски партизанин и деец на НОВМ

### Е
- Евтим Карамитрев, български революционер, опълченец
- Евтим Тильов (? – 1929), български революционер
- Ефросина Иванова (1879 - ?), българска учителка и революционерка
- Ефтим Апостолов (1865 - ?), деец на ВМОРО, участник в Илинденско-Преображенското въстание в 1903 година с четата на Христо Арнаудов в Одринско[18]
- Евтим Цикарев (Ефтимиос Цикарис), гръцки агент (трети клас) на гръцка андартска чета в Македония[19]

### Ж
- Живко Гълъбов (1876 - ?), български юрист, завършил в 1912 година Брюкселския свободен университет,[20] деец на Стружкото благотворително братство,[21] дипломат[2]

### И
- Ибрахим Темо (1865 – 1939), албански възрожденец
- Иван Ачков (1874 – 1939), български революционер
- Иван Митрев, български революционер от ВМОРО, четник на Цветко Христов[22]
- Иван Попов (1882 – ?), български църковен и просветен деец
- Иван Хаджов (1885 – 1956), български езиковед и публицист
- Илия Аджиевски (1926 – 2023), северномакедонски скулптор
- Илия Зарче, българин, православен, учител, арестуван преди април 1904 година, обвинен в „притежаване на опасни документи“, осъден от Извънредния съд на 2 години затвор, лежал в Битолския затвор, амнистиран с общата амнистия от 12 април 1904 година[23]
- Илия Кръстев Джупанов, български общественик, поборник,[14] учител,[2] през декември 1895 година Министерството на вътрешните работи отпуска на вдовицата му Вела Илиева Джупанова пенсия от 300 лева[24]

### Й
- Йосиф Каваев, български възрожденски духовник

### К
- Калистрат Зографски (1830 – 1914), български духовник и учен
- Киро Кябаз (? – 1913), български революционер
- Климент Евров (р. 1927), дисидент от Северна Македония
- Климент Малевски (1917 - 2002), духовник от Република Македония
- Климент Хаджов (1878 – 1948), български просветен деец
- Княжка Дудулова, българска лекарка[2]
- Константин Миладинов (1830 – 1862), български възрожденец, поет, фолклорист
- Коста Карамитрев, български общественик, участник в българската църковна борба[14]
- Коста Милчинов (1840 - 1911), български общественик, подпомогнал Ботевата чета
- Коста Христов, български революционер, взел участие в Илинденското въстание в 1903 г.[3]
- Костадина Хаджова, българска революционерка
- Кочо Самарджиев (? – 1920), български революционер
- Кръсте Калайджиев (? - 1912), български революционер от ВМОРО
- Кръсто Билянов, български общественик
- Кръсто Милев, български общественик, участник в българската църковна борба[14]
- Кръсто Чакъров, български общественик, участник в българската църковна борба[14]

### Л
- Ламбуш Кочо, българин, православен, арестуван преди април 1904 година, обвинен във „вклучване в бунтовническата организация“, осъден от Извънредния съд, лежал в Битолския затвор, амнистиран с общата амнистия от 12 април 1904 година[25]
- Лев Попов (1865 – 1935), български свещеник и революционер от ВМОРО
- Лика Беровска (1885 – 1955), българска революционерка, деец на НОВМ
- Любчо Балкоски (р. 1966), политик от Северна Македония

### М
- Мара Китка, българска революционерка, куриерка на ВМОРО[3]
- Марко Колоски (р. 1957), северномакедонски музиколог
- Мате Дудулов (? - 1876), български общественик
- Матей Хаджов, български общественик, участник в българската църковна борба[9]
- Милан Гагов, български революционер
- Милан Матов (1875 – 1962), български революционер
- Милан Несторов (1870 – 1928), български революционер
- Милан Танчев, български революционер от ВМОРО
- Милица Миладинова (1875 - ?), българска просветна деятелка
- Мирче Клечкароски (р. 1959), северномакедонски поет
- Мюртеза Алиу (1878 – 1937), албански лекар и общественик

### Н
- Натанаил Хаджов, български учител,[2] преподавал в гимназията в Неврокоп,[26] деец на Неврокопското читалище[27]
- Наум Дункаров, български революционер от ВМОРО, четник на Деян Димитров[28]
- Наум Еврович, ранен македонист
- Наум (Наумче) Марин, български общественик, участник в българската църковна борба[9]
- Наум Миладинов (1817 – 1895), български възрожденец, фолклорист
- Наум Хаджов (? – 1861), български просветен деец
- Наум Чакъров (1869 – 1903), български революционен деец
- Наум Янев, български революционер от ВМОРО, четник на Георги Попхристов[29]
- Нестор Струшки (? - 1903), четник от ВМОРО, загинал при Никодин, Прилепско[30]
- Никола Бакрачески (р. 1970), политик от Северна Македония, кмет на Охрид
- Никола Евров, български учител в Крушево, Битоля и Струга (ок. 1850 – 1860) и деец за църковна независимост[31]
- Никола Мандов – Ласол и Франклин,[32] български просветен деец[2]
- Никола Мушмов (1869 – 1942), български нумизмат и историк
- Никола Христов, български опълченец, ІI опълченска дружина, умрял преди 1918 г.[33]
- Нури Сойлиу (1872 – 1940), албански политик

### П
- Панде Хаджов, български революционер, участник в Кресненско-Разложкото въстание, дългогодишен управител на митница, починал в София[14]
- Пара Спасова, българска революционерка
- Перикли Георгиев (1879 – 1939), български предприемач и общественик
- Перикъл Дудулов, български общественик и просветен деец
- Петър Евтимов Карамитрев, български революционер, загинал в Кресненско-Разложкото въстание в 1877 г.[14]
- Порфирий Шайнов, български просветен деец и революционер

### Р
- Разме Кумбароски (1944 – ), писател от Северна Македония
- Райна Дудулова, българска зъболекарка[2]
- Рамиз Мерко (1957 – ), политик от Северна Македония
- Ристо Кърле (1900 – 1975), писател от Социалистическа Република Македония

### С
- Сашо Попов, деец на ВМРО
- Серафим Миладинов, български революционер, взел участие в Илинденското въстание в 1903 година[3]
- Славка Пушкарова (1879 – 1956), българска учителка и революционерка
- Сотир Голабовски (1937 – ), композитор от Северна Македония
- Станислав Чакъров (1884 – ?), български революционер
- Стеф. Хр. Търчилежова, българска просветна деятелка[2]
- Стефан Алабаков (1878 – след 1943), български революционер
- Стефан Санджакоски (1956 – ), учен теолог от Северна Македония
- Стефан Брандибуров, български писател на езотерична литература[34]
- Стефан Тасев, български революционер от ВМОРО, четник на Георги Сугарев[35]
- Стефо Чакъров, български общественик, участник в българската църковна борба[14]
- Стоян Беров, български революционер, взел участие в Илинденското въстание в 1903 г.[3]

### Т
- Теофил Мушмов (1860 – 1928), български революционер
- Тодор Георгиев, доброволец в четата на Георги Бабаджанов през Сръбско-българската война в 1885 година[17]
- Тома Кленков (1898 – ?), български революционер и общественик

### Ф
- Фаня Бендова, българска революционерка, куриерка на ВМОРО[3]
- Филип Каваев (1904 – 1974), български общественик

### Х
- Зекирия Халил, арестуван преди април 1904 година,[36] обвинен, че е „по време на бунта, когато българската бунтовническа организация тръгнала да наруши локалния порядък участвал в убийството на Ристо Гьоре, Спиро Дамян, Стоян Диме, Коста Каймак, Петко Димо, Йованчо Петко от село Мислешево“, осъден от Апелативния наказателен съд, лежал следствения арест, амнистиран с общата амнистия от 12 април 1904 година[37]
- Хайрула Садик, арестуван преди април 1904 година, обвинен, че е „по време на бунта, когато българската бунтовническа организация тръгнала да наруши локалния порядък участвал в убийството на Ристо Гьоре, Спиро Дамян, Стоян Диме, Коста Каймак, Петко Димо, Йованчо Петко от село Мислешево“, осъден от Апелативния наказателен съд, лежал следствения арест, амнистиран с общата амнистия от 12 април 1904 година[36]
- Христо Апостолов, доброволец в четата на Георги Бабаджанов през Сръбско-българската война в 1885 година[17]
- Христо Каваев (1858 - ?), български революционер, участник в Кресненско-Разложкото въстание
- Христо Коджоманов, български революционер, взел участие в Илинденското въстание в 1903 г.[3]
- Христо Матов (1872 – 1922), български революционер
- Христо (Христаки) Несторов, български революционер

### Ц
- Царевна Миладинова (1856 – 1934), българска просветна деятелка, дъщеря на Димитър Миладинов, майка на професор Владислав Алексиев

### Я
- Яким Търчилежов (? - 1908), български общественик, участник в църковната борба и революционер, опълченец, участник в четата на Христо Македонски, в четата на Ильо войвода, участник в Кресненско-Разложкото въстание
- Яковче Наум, българин, православен, арестуван преди април 1904 година, обвинен във „вклучване в бунтовническата организация“, осъден от Извънредния съд, лежал в Битолския затвор, амнистиран с общата амнистия от 12 април 1904 година[25]
- Янкула Дудулов (? – 1895), български общественик, борец за църковна независимост
- поп Янче, български общественик, участник в българската църковна борба, сестрин зет на Братя Миладинови[14]
- (? - 1896) Янче Фросин Пантулев, четник на Яким Търчилежов[14]

### Македоно-одрински опълченци от Струга
- Георги Дудулов, 27-годишен, 3 рота на 6 охридска дружина[38]
- Климе Алистратов, 22-годишен, 3 рота на 6 охридска дружина[39]
- Христо Анитукиев, 50-годишен, четата на Никола Герасимов[40]

## Починали в Струга
- Антиноген Хаджов (1874 – 1912), български просветен и революционен деец
- Владо Малески (1919 – 1984), автор на официалния химн на Северна Македония
- Джемаил Таири (1921 – 1990), югославски партизанин и деец на НОВМ
- Елена Каваева (1893 – 1983), доктор по медицински науки
- Йосиф Каваев, български възрожденски духовник
- Лика Беровска (1885 – 1955), българска революционерка, деец на НОВМ
- Никола Макеларски (1915 – 1980), югославски партизанин и деец на НОВМ
- Янкула Дудулов (? – 1895), български общественик, борец за църковна независимост